# 阿福特罗
阿福特罗（INN：arformoterol；商品名：Brovana）是一种用于治疗慢性阻塞性肺病（COPD）的药物。
它是一种长效β2肾上腺素受体激动剂（LABA），是福莫特罗的活性(R,R)-(−)-对映体。2006年10月它在美国获准用于医疗用途。它可作为非专利药物使用。

## 医疗用途
阿福特罗适用于慢性阻塞性肺病（COPD）患者的支气管收缩维持治疗。